# Nikolaï Nenkov
Nikolaï Nenkov (Николай Нанков, en bulgare), né le 19 décembre 1983 à Apriltsi, est un homme politique bulgare. Il est ministre du Développement régional et des Travaux publics depuis le 4 mai 2017.